# Hiša na meji (film)
Hiša na meji je slovenski dokumentarno-igrani film iz leta 2004, delo režiserke Martine Kafole, posnet na podlagi istoimenskega romana.
Sam film prikazuje zgodbo italijansko-slovenskega duhovnika ter življenje na narodnostno mešanem okolju med Furlanijo in Posočjem.
Film je bil predstavljen tudi na 7. festivalu slovenskega filma.